# Acido Acida
Acido Acida è il secondo album in studio del gruppo musicale italiano Prozac+, pubblicato il 15 giugno 1998 dalla EMI.

## Il disco
Viene considerato l'album più importante del gruppo, in quanto li lancia alla ribalta del palcoscenico nazionale italiano, grazie anche alla firma con una major discografica, la EMI.
Vende oltre 170 000 copie conquistando il disco di platino e stabilendo un nuovo record per il genere musicale da loro proposto in Italia.
Il singolo Acida ha un'incessante rotazione sia per radio che sulle TV musicali, creando un vero e proprio tormentone. Acida parla di una ragazza che ha assunto un acido (il viaggio qui viene inteso come effetto provocato da una sostanza psichedelica anziché da uno spostamento reale).
Per il resto il tema dei testi spazia da Piove, che analizza la malinconia, a Colla, che vorrebbe aggiustare gli errori combinati in passato, passando per Ringraziati, che parla di una relazione sentimentale finita. ICS è un individuo che mentre dorme aggiusta le cose ingiuste del mondo; GM (che è anche l'abbreviazione del nome del chitarrista Gian Maria) parla di un ragazzo che è disposto ad annullarsi per l'amore della sua vita, mentre Fenomeno analizza le persone che sfruttano altri per far soldi, chiudendo con Betty tossica, una ragazza tossicodipendente che non è realmente intenzionata a smettere di assumere eroina.
Nella versione in vinile sono presenti ulteriori due tracce assenti nel resto dei formati: Sognare e What Do I Get?, una cover del gruppo punk rock inglese Buzzcocks.
L'album è presente nella classifica dei 100 dischi italiani più belli di sempre secondo Rolling Stone Italia alla posizione numero 98.

## Tracce
1. Prato – 3:11
2. Piove – 2:55
3. Ho raccontato che – 2:57
4. Colla – 3:03
5. Ringraziati – 2:55
6. ICS – 3:33
7. Acida – 2:37
8. Baby – 3:10
9. GM – 2:41
10. Quore – 3:04
11. Piango – 2:57
12. Quando mi guardo – 3:25
13. Fenomeno – 2:49
14. Betty tossica – 3:15
15. Sognare
16. What Do I Get? (cover)
17. Acida (english version)
18. X (english version)
19. GM (english version)
20. Glue (english version)

## Formazione
Gruppo
- Eva Poles - voce
- Gian Maria Accusani - chitarra, voce (tracce 9 e 14)
- Elisabetta Imelio - basso
- Raffaello Pavesi - batteria

## Singoli
- Acida
- GM
- Colla

## Classifiche
| Classifica (1998) | Posizione massima |
| ----------------- | ----------------- |
| Italia            | 3                 |